# Phosphila infelix
Phosphila infelix là một loài bướm đêm trong họ Noctuidae.